# 樂景園

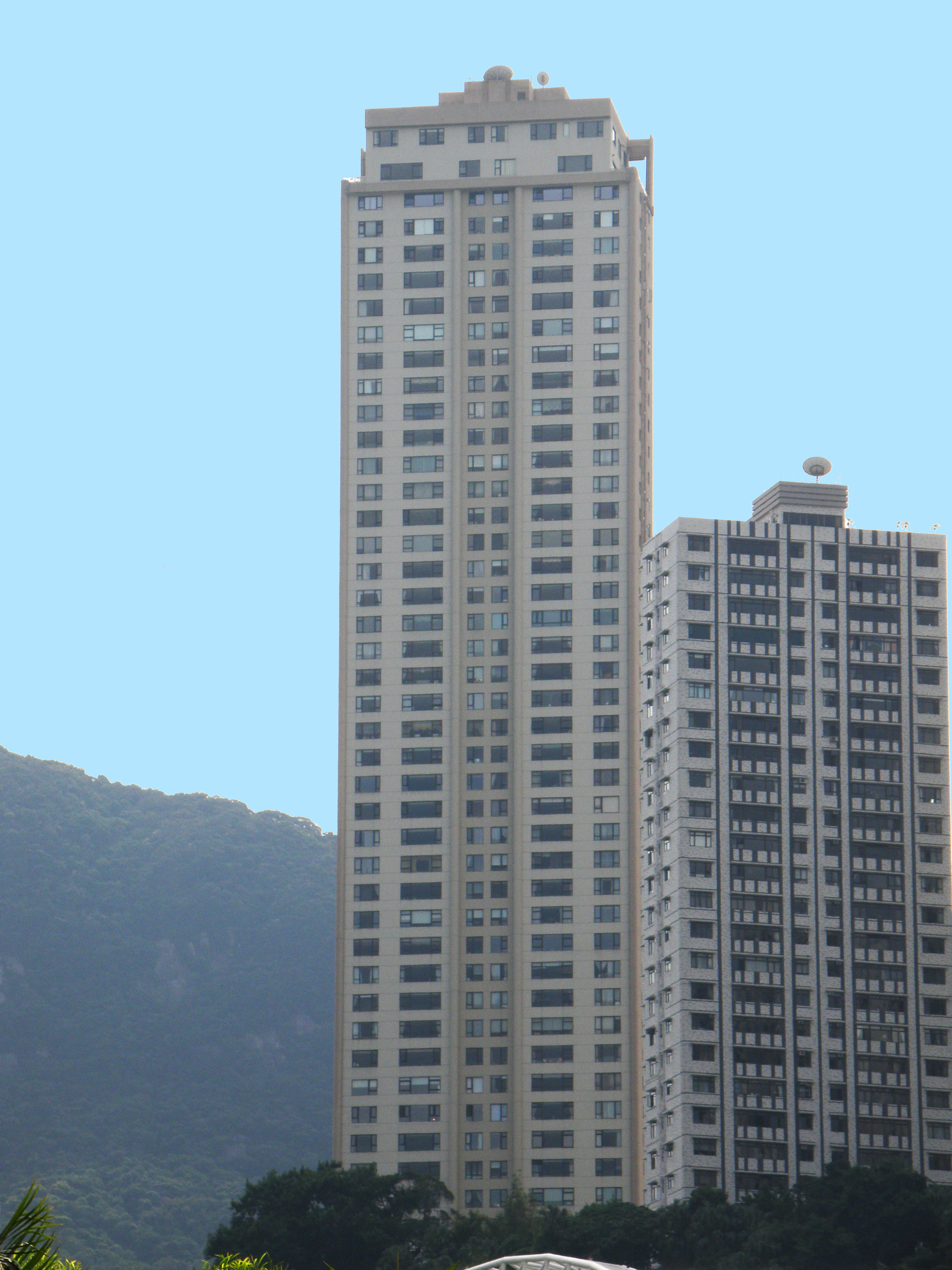
樂景園東北面

樂景園（英語：Broadview Villa）是香港的一個豪華住宅，位於香港島跑馬地樂活道20號，於1995年3月落成，由合和實業發展及管理。

## 屋苑資料
樂景園共有1座大廈，單位實用面積主要為2,583平方呎，是首座採用了多層豪華型單幢式住宅大厦。
| 樓宇名稱 | 住宅層數 | 單位總數        |
| -------- | -------- | --------------- |
| 樂景園   | 43層     | 85個（每層2伙） |

任何一個單位每呎售價
| 樓宇名稱 | 出售價（HKD$）  |
| -------- | --------------- |
| A座      | HKD$11870-15000 |

## 設施
樂景園設有以下設施：
- 健身室
- 游泳池
- 停車場
- 遊樂場
- 公園
- 壁球室
- 私人會所

## 特色
- 從單位內可欣賞到銅鑼灣和香港大球場景色。
- 首年採用了多層豪華型單幢式住宅大厦，任何一個單位可欣賞到維多利亞港景色。

## 事件
- 2002年1月19日：前年中斥資近5700萬元購入大坑嘉崙臺複式單位的商人李志強或有關人士，由於有計劃遷居上址，故昨日將其持有的同區樂景園高層海景單位，以約2630萬元售出，每方呎做價近8,400元。
- 2002年8月14日：樂景園受到藝人及著名人士入住，歌手黎明正是一個面積3,134平方呎的高層單位的業主。另外一名商界公司掌舵人的業主，是七海化工集團主席鄔友正，同樣擁有一個面積3,134平方呎單位作自住用途。

## 外部連結
- 中原地產-樂景園成交紀錄